# Célesta
Pour l’article ayant un titre homophone, voir Sélestat.
Le célesta est un instrument de musique de la famille des percussions muni d'un clavier, inventé en 1886. C'est un hybride entre le glockenspiel et le piano, les marteaux actionnés par les touches du clavier frappant des lames métalliques.

## Description
Il sert le plus souvent à donner de l'effet dans les pièces orchestrales, pour traduire une ambiance. Ses parties musicales sont souvent le doublage d'un thème joué à la flûte ou à la harpe, voire parfois une partie solo dans de redoutables traits d'orchestre. Il est également utilisé en musique de chambre, mais il n'existe que très peu de concertos écrits pour lui.
Le son obtenu, pauvre en harmoniques, est d'une très grande pureté qui n'est pas sans rappeler les antiques boîtes à musique. Dans l'orchestre, c'est un des instruments les plus aigus, il monte dans la douceur jusqu'au contre ut du piccolo. Ses notes graves sont peu sonores et rappellent le timbre de la cloche. Dès le médium et jusqu'à l'aigu, le célesta est souvent utilisé pour des effets féeriques, merveilleux et célestes.

## Origines
Son origine directe est l'« harmonium » (instrument à vent) dont il reprend le clavier. Il fut inventé en 1886 par Auguste Victor Mustel (1842-1919), qui remplaça les tuyaux et anches par des lamelles métalliques à la manière d'un glockenspiel et des marteaux à la manière d'un piano (le piano droit date de 1845).

## Répertoire
Ernest Chausson a été l'un des tout premiers compositeurs à recourir à cet instrument, dans sa musique de scène La Tempête (1888) pour la pièce homonyme de Shakespeare. Tchaïkovski l'a utilisé dans la Danse de la Fée Dragée de son ballet Casse-Noisette et Béla Bartók dans sa Musique pour cordes, percussion et célesta. Maurice Ravel emploie le timbre de cloche dans les graves du célesta dans Laideronnette impératrice des pagodes de Ma Mère l'Oye.
Cet instrument tient aussi une place privilégiée dans Les Planètes de Holst (mouvements consacrés à Saturne et Neptune). C'est par ailleurs l'un des instruments de percussion favoris du compositeur américain John Williams. Les Symphonies n° 4 et n° 13 de Chostakovitch s'achèvent sur une intervention pianissimo du célesta, la quinzième du même compositeur se termine aussi avec cet instrument qui est ensuite suivi par quelques percussions. Mais c'est Gustav Mahler qui l'a le plus employé, dans la 6e symphonie, la 8e symphonie et Le Chant de la Terre.
Certains artistes pop ont recours à cet instrument : Peter von Poehl dans The story of the impossible, Tom Waits dans Closing Time, Björk dans Vespertine ou Emilie Simon dans La Marche de l’empereur par exemple. Il est également utilisé par l'orchestre qui accompagne Charles Trenet dans Douce France (enregistrement de référence), dans l'intro de Sunday Morning du Velvet Underground ou dans le side project de Julien Mineau (Malajube) Fontarabie. On peut aussi l'entendre dans les chansons Novocaine for the soul et Flyswatter du groupe Eels. Le jazzman Thelonious Monk en joue également sur le morceau Pannonica sur l'album Brilliant Corners. Au cinéma, dans le thème principal des films de la saga des Harry Potter (Hedwig's Theme), les premières notes sont jouées au célesta. Le chanteur Iggy Pop du groupe protopunk Iggy and the Stooges joue également du célesta dans la chanson Penetration de l'album Raw Power [1973].